# Підвал (фільм, 2017)
Підвал(англ. The Basement) — американський фільм жахів, режисера Браяна М. Конлі та Натана Івса. Стрічка була показана на фестивалі Shriekfest в Лос-Анжелесі, 7 жовтня 2017 року.

## Сюжет
Серійний вбивця відомий як «Близнюк» (The Gemini), катує та вбиває своїх жертв в підвалі свого дому в долині Сан-Фернандо. Однак Близнюк зустрічає своїх внутрішніх демонів коли обирає наступну жертву музиканта Крейга Оуена.

## У ролях
- Міша Бартон — Келлі Оуен
- Джексон Девіс — Білл Андерсон
- Кайлеб Лонг — Крейг Оуен
- Трейсі Томс — Лорен
- Бейлі Енн Бодерс — Б'янка
- Kareem J. Grimes — Андре
- Сара Ніклін — Репортер Аманда Кінкейд
- Марія Вольк — Еллісон Перрі
- Джессіка Соннеборн — Карлі

## Зйомки
Конлі та Айвс написали сценарій восени 2015 року, натхненні такими фільмами як Гра на вибивання, Сім та Мовчання ягнят.

## Критика
Сайт Dread Central дав фільму 5 із 5 зірок, зауважуючи увагу на «Шикарному сценарії» та грі Кайлеба Лонга і Джексона Девіса.